# Excirolana braziliensis
Excirolana braziliensis is een pissebed uit de familie Cirolanidae. De wetenschappelijke naam van de soort is voor het eerst geldig gepubliceerd in 1912 door Richardson.